# 리안톤데구
리안톤데구(Lyantonde)는 우간다 남서부에 위치한 구로, 행정 중심지는 리안톤데이며 인구는 66,039명(2002년 인구 조사 기준)이다.
행정 구역상으로는 중부 주에 속하며 북쪽과 동쪽으로는 셈바불레 구, 남동쪽으로는 마사카 구, 서쪽으로는 키루후라 구와 접한다.

## 같이 보기
- 중부주 (우간다)
- 우간다의 행정 구역